# 露絲加德山
85°37′S 164°40′W / 85.617°S 164.667°W
露絲加德山是南極洲的山峰，屬於毛德王后山脈中夸爾斯山脈的一部分，處於韋德爾-亞爾斯堡山東北面6公里，該山峰在1911年11月由挪威極地探險家羅爾德·阿蒙森發現。